# Ciudadanos (Chili)
Pour les articles homonymes, voir Ciudadanos.
 (octobre 2021).
La mise en forme du texte ne suit pas les recommandations de Wikipédia : il faut le « wikifier ».
Les points d'amélioration suivants sont les cas les plus fréquents. Le détail des points à revoir est peut-être précisé sur la page de discussion.
- Les titres sont pré-formatés par le logiciel. Ils ne sont ni en capitales, ni en gras.
- Le texte ne doit pas être écrit en capitales (les noms de famille non plus), ni en gras, ni en italique, ni en « petit »…
- Le gras n'est utilisé que pour surligner le titre de l'article dans l'introduction, une seule fois.
- L'italique est rarement utilisé : mots en langue étrangère, titres d'œuvres, noms de bateaux, etc.
- Les citations ne sont pas en italique mais en corps de texte normal. Elles sont entourées par des guillemets français : « et ».
- Les listes à puces sont à éviter, des paragraphes rédigés étant largement préférés. Les tableaux sont à réserver à la présentation de données structurées (résultats, etc.).
- Les appels de note de bas de page (petits chiffres en exposant, introduits par l'outil «  Source ») sont à placer entre la fin de phrase et le point final[comme ça].
- Les liens internes (vers d'autres articles de Wikipédia) sont à choisir avec parcimonie. Créez des liens vers des articles approfondissant le sujet. Les termes génériques sans rapport avec le sujet sont à éviter, ainsi que les répétitions de liens vers un même terme.
- Les liens externes sont à placer uniquement dans une section « Liens externes », à la fin de l'article. Ces liens sont à choisir avec parcimonie suivant les règles définies. Si un lien sert de source à l'article, son insertion dans le texte est à faire par les notes de bas de page.
- La présentation des références doit suivre les conventions bibliographiques. Il est recommandé d'utiliser les modèles {{Ouvrage}}, {{Chapitre}}, {{Article}}, {{Lien web}} et/ou {{Bibliographie}}. Le mode d'édition visuel peut mettre en forme automatiquement les références.
- Insérer une infobox (cadre d'informations à droite) n'est pas obligatoire pour parachever la mise en page.

Pour une aide détaillée, merci de consulter Aide:Wikification.
Si vous pensez que ces points ont été résolus, vous pouvez retirer ce bandeau et améliorer la mise en forme d'un autre article.
Ciudadanos  (en français : Citoyens) est un parti politique chilien du centre et du centre-gauche se définissant comme centriste, progressiste et libéral.

## Idéologie
Ciudadanos est un parti politique sociolibéral qui promeut à la fois la liberté dans ses aspects négatifs et positifs, et l'égalité, cette dernière dans son aspect relationnel et les conditions de vie matérielles. Son objectif est de servir à réaliser les transformations dont le Chili a besoin aujourd'hui, en protégeant fermement la démocratie, qu'il considère comme le meilleur système pour garantir la liberté et l'égale dignité de tous les citoyens, et pour éviter l'utilisation arbitraire et abusive du pouvoir. L'un des axes idéologiques de Ciudadanos est la mise en œuvre de réformes politiques, principalement au système binominal qui gouvernait le pays. D'autres propositions du mouvement sont la limite à la réélection des postes, le mariage égal, l'avortement gratuit et la légalisation de la marijuana.

## Histoire

### Fuerza Pública (2013-2015)

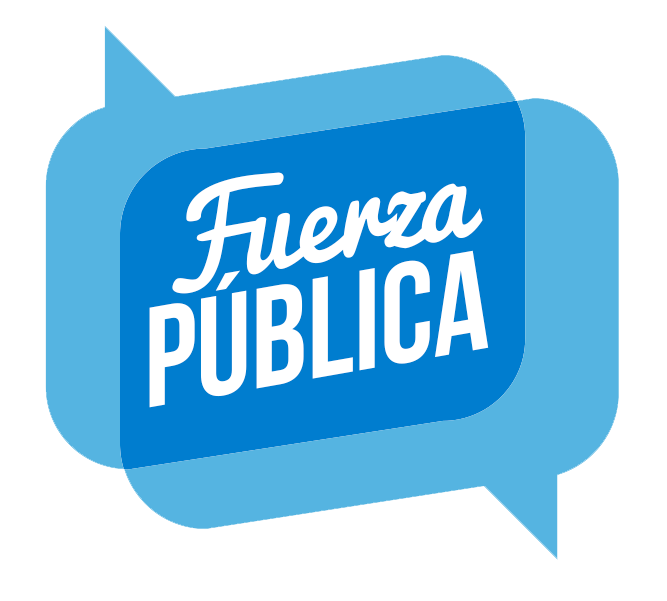
L’Emblème de Fuerza Pública (2013-2015).

Le mouvement de la Fuerza Pública (en français : Force publique) a été officiellement présenté le 7 octobre 2013 in Santiago du Chili. Elle est dirigée par l'ancien ministre des Finances, Andrés Velasco Brañes.
Pour les élections législatives de 2013, la Fuerza Pública a apporté son soutien public aux candidats aux députés Sebastián Iglesias et Eduardo Vergara, et au candidat à la sénatrice Soledad Alvear, qui ont tous été battus.

### Ciudadanos (2015-)

Symbole de Citoyens (2015-2018).

Le 28 septembre 2015, le mouvement a annoncé la formation d'une coalition politique avec Amplitud et Red Libéral, en vue des élections municipales de 2016. Cette coalition a été officiellement présentée sous le nom de Sentido Futuro le 13 janvier 2016.
Le 21 octobre, le groupe a décidé de changer de nom. L'option « Ciudadanos » (en français : Citoyens) l'a emporté par 297 voix contre 285 pour l'option « Plural » (en français : Pluriel). Le 31 décembre 2015, l'extrait de constitution du parti a été publié au Journal Officiel de la République du Chili, c'est pourquoi le délai pour recueillir les signatures et pour qu'il soit légalement reconnu par le Service Électoral a commencé. Le 26 juillet 2016, ils ont présenté leurs premières entreprises à s'implanter dans les régions d'Antofagasta, Los Ríos et Aysén.
Après avoir échoué à remplir les conditions minimales pour maintenir son statut juridique après les élections législatives de 2017, le parti a accepté le 21 décembre de la même année de fusionner avec Todos pour survivre, décision qui a été ratifiée par le militantisme à travers une consultation, réalisée les 28 et 29 décembre. Le 8 mai 2018, la fusion a été légalement reconnue par le Service électoral.
Le 30 septembre 2020, Ciudadanos choisit de faire partie du nouveau pacte d'opposition en vue des élections des gouverneurs de région appelé l'Unité constituante, qui est également composée des partis chrétiens-démocrates, pour la démocratie, les socialistes, les radicaux et les progressistes.

Symbole de Citoyens (2018-présent)

Le logotype officiel de Citoyens se compose d'un isotipo que symbolise la confluencia de personnes diverses représentées par des segments de couleurs, violet, rouge, orange et céleste, vers un centre commun, en décrivant dans la somme des parts de sa disposition la forme d'une lettre C, initial du nom du parti. Depuis le centre de ce symbole, naît le mot Citoyens, celle qui il se bâtit en des lettres majuscules de couleur violet. À l'inférieur du nom du parti et ajustée à la droite, apparaît la légende "nous Sommes Tous" en des lettres de couleur violet.

### Élection présidentielle (2021)
Au début, le parti a déclaré son soutien à Heraldo Muñoz et Ximena Rincón lors d’un éventuel premier tour de l’Unidad Constituyente (en français : l’Unité constituante). Cependant, ce premier tour n’a pas pu se concrétiser parce que le président du PPD, Heraldo Muñoz, et Ximena Rincón, la porte-drapeau chrétien-démocrate de l’époque, ont abandonné leurs candidatures potentielles pour soutenir la porte-drapeau socialiste, Paula Narváez. 
Ciudadanos a obtenu de mauvais résultats non seulement dans les élections municipales mais aussi dans les élections de la convention constituante. À la suite de cela, plus de 50 militants ont appelé à la démission du conseil d'administration du parti, dont la présidente du parti, María Ignacia Gómez, en raison des résultats obtenus dans tout le pays.
A la mi-juillet, la Juventud Ciudadanos (en français : les Jeunes des citoyens) ont exprimé leur soutien à la éventuelle candidature de la sénatrice de DC Yasna Provoste, appelant à une candidature unique et exclusive de l'Unité constituante. Le 5 août, quelques jours avant le premier tour de l'Unité constituante, ils ont officialisé leur soutien à Yasna Provoste. Cette décision a été remise en question par Andrés Velasco, qui a déclaré que ce soutien n'avait pas été consulté avec la base ou l’organisme intermédiaire du parti, mais qu'il s'agissait plutôt d'une décision à huis clos de la direction de Ciudadanos, ajoutant que « tous les Ciudadanos (militants) ont parlé, et moi aussi, nous sommes avec Paula Narváez ». En réponse à cette critique, la présidente du parti, María Ignacia Gómez, a déclaré que la décision avait été prise par le Conseil général du parti, après consultation de la base par le biais d'assemblées auxquelles participaient des militants, des sympathisants et des indépendants.

## Structure

### Présidents
| Nom                          | Période                                  |
| ---------------------------- | ---------------------------------------- |
| Álex Olivares Contreras      | 15 août de 2015 à 11 décembre de 2016    |
| Andrés Velasco Brañes        | 11 décembre de 2016 à 9 janvier de 2018  |
| Roberto Opazo Barrientos     | 9 janvier de 2018 à 21 septembre de 2018 |
| María Ignacia Gómez Martínez | 21 septembre de 2018 à la date           |

### Secrétaires généraux
| Nom                   | Période                               |
| --------------------- | ------------------------------------- |
| Viviana Pérez         | 11 décembre de 2016 à 17 août de 2018 |
| José Gabriel Krauss   | Août de 2018 à février de 2020        |
| Rodrigo Rettig Vargas | Février de 2020 à la date             |

### Prosecretarios
| Nom                  | Période                               |
| -------------------- | ------------------------------------- |
| Patricio Sainz Reyes | 16 janvier de 2019 au 1 octobre 2019, |
| Nicolás Navarrete    | Octobre de 2019 à février de 2020     |
| Pilar Maulén Gómez   | Février de 2020 à septembre de 2020   |

### Élections parlementaires
| Élection | Députés | Députés | Députés | Sénateurs | Sénateurs | Sénateurs |
| Élection | Votes   |         | Sièges  | Votes     |           | Sièges    |
| -------- | ------- | ------- | ------- | --------- | --------- | --------- |
| 2017     | 30 286  |         | 0 / 155 | 45 636    |           | 0 / 43    |

### Élections municipales
| Élection | Maires | Maires | Maires  | Concejales | Concejales | Concejales |
| Élection | Votes  |        | Sièges  | Votes      |            | Sièges     |
| -------- | ------ | ------ | ------- | ---------- | ---------- | ---------- |
| 2021     | 15 329 |        | 1 / 345 | 699 899    |            | 7 / 2252   |

### Élections de conventionnelles constituantes
| Élection | Votes  |  | Sièges  |
| -------- | ------ |  | ------- |
| 2021     | 21 436 |  | 0 / 155 |